# Molophilus kiushiuensis
Molophilus kiushiuensis là một loài ruồi trong họ Limoniidae. Chúng phân bố ở miền Cổ bắc.